# Дерек Џејкоби
Сер Дерек Џорџ Џејкоби (енгл. Derek George Jacobi; Лејтонстону, Есекс, Лондон, 22. октобаr 1938) британски je глумац који је постигао импресиван успех, како на позорници, тако и у филму и на телевизији. Његов таленат оцењен је многим престижним наградама и наградама у области уметности, укључујући ТВ награду БАФТА, Тони и Еми. Два пута је награђиван наградом Лоренса Оливијеа: 1983. за улогу Сирана де Бержерака у истоименој представи Едмона Ростана, 2009. за улогу Малволија у представи заснованој на Шејкспировој драми Дванаеста ноћ.
Поред тога што је оснивач Краљевског националног театра и освојио неколико престижних позоришних награда, Џејкоби је уживао и успешну телевизијску каријеру, глумећи у критички хваљеној адаптацији Роберта Грејвса Ја, Клаудије (1976), за коју је освојио БАФТА; у главној улози у средњовековној драмској серији Кадфаел (1994—1998), као Стенли Болдвин у Надолазећа олуја (2002), као Стјуарт Биксби у ИТВ комедији Грешници (2013—2016) и као Алан Батерсо у Последњи Танго у Халифаксу (2012—2016). Џејкоби је такође тумачио верзију Господара у дугогодишњој научнофантастичној серији Доктор Ху.
Иако углавном позоришни глумац, Џејкоби се појавио у многим филмовима, укључујући Операција Шакал (1973), Хенри V (1989), Поново мртав (1991), Гладијатор (2000), Госфорд Парк (2001), Подземни свет – Еволуција (2006), Загонетка (2007), Краљев говор (2010), Моја недеља са Мерилин (2011), Пепељуга (2015) и Убиство у Оријент Експресу (2017).
Проглашен је за Витеза Британске Империје (1994). Витез је прве класе данског реда Данеброг. 